# Admirał
Admirał (adm.) – wojskowy stopień oficerski w polskiej marynarce wojennej, odpowiadający generałowi w Wojskach Lądowych i Siłach Powietrznych. Jego odpowiedniki znajdują się także w marynarkach wojennych innych państw.

## Geneza

Flaga rangowa admirała (od 2002)

Flaga rangowa admirała (II RP i 1993–2002)

Słowo „admirał” wywodzi się od arabskiego określenia Amir al-Bahr, oznaczającego pana morza – dowódcę morskiego. W XII wieku Wenecjanie i Genueńczycy zaczęli stosować tytuł admirała, jako dowodzącego flotą podczas bitwy. Następnie wprowadzono do użycia zróżnicowanie wśród admirałów, i tak: admirał dowodził flotą wojenną, wiceadmirał był zastępcą dowodzącego, a kontradmirał – starszym na redzie (najstarszym dowódcą spośród dowódców zakotwiczonych okrętów). W niektórych państwach używany był także tytuł admirała floty, oznaczający stałego dowódcę całej marynarki wojennej, który swe obowiązki sprawował także w czasie pokoju.
Dowództwa flot zaczęto nazywać admiralicjami, które w niektórych państwach przetrwały aż do współczesności i oznaczają ministerstwa (np. Admiralicja Brytyjska) lub dowództwa sił morskich (Admiralicja Federacji Rosyjskiej). Tytuły admiralskie przekształciły się w XIII-wiecznej Francji w stopnie wojskowe. W późniejszym czasie podobne transformacje nastąpiły w innych krajach. Najpóźniej nastąpiło to w Wielkiej Brytanii, gdzie do 1864 obowiązywał system stanowisk admiralskich.

## Użycie
W Polsce stopień admirała powstał w 1921, wraz z innymi stopniami Marynarki Wojennej. Wcześniej, od 1918, używano zapożyczonego z Wojsk Lądowych stopnia generała pułkownika marynarki. Od momentu utworzenia admirał jest najwyższym stopniem wojskowym w polskiej Marynarce Wojennej. W latach 1921–2002 znajdował się w hierarchii nad wiceadmirałem i był odpowiednikiem generała broni. W 2002 pomiędzy wiceadmirałem a admirałem wprowadzono stopień admirała floty. Równocześnie admirał stał się odpowiednikiem generała w Polskich Wojskach Lądowych i Siłach Powietrznych.
Stopień wojskowy admirała jest zaszeregowany dla grupy uposażenia nr 20. W kodzie NATO określony jest jako OF-09. 
Jego odpowiednikami w marynarkach wojennych innych państw są m.in.:
- Admiral – Niemcy, Rosja, Wielka Brytania, Stany Zjednoczone;
- Almirante – Hiszpania, Portugalia;
- Amiral – Francja, Szwecja;
- Ammiraglio di Squadra con incarichi speciali – Włochy;
- Luitenant-Admiraal – Holandia.